# Bunium pachypodum
Bunium pachypodum là một loài thực vật có hoa trong họ Hoa tán. Loài này được P.W.Ball mô tả khoa học đầu tiên năm 1968.